# Milan Brzý
Milan Brzý (* 7. května 1969 Karviná) je bývalý český krasobruslař, závodící v tanečních párech s Radmilou Chrobokovou.
Startoval na ZOH 1994, kde se v tanečních párech umístil na 16. místě. Zúčastnil se také světových šampionátů 1990, 1993 a 1994 a mistrovství Evropy v letech 1990 a 1992–1994 (oba šampionáty v roce 1990 absolvoval s Ivanou Střondalovou).